# تیت تیلور
تیت تیلور (انگلیسی: Tate Taylor؛ زادهٔ ۱۹۷۰) بازیگر، فیلمنامه‌نویس، تهیه‌کننده و کارگردان اهل ایالات متحده آمریکا است که بیشتر برای کارگردانی فیلم خدمتکاران شناخته شده است. از دیگر کارهای او می‌توان به بازی در فیلم های زمستان استخوان‌سوز و مردم زیبا و زشت اشاره کرد.